# Coupe d'Irlande de football 1880-1881
Navigation
Édition suivante
La coupe d'Irlande de football 1880-1881 est la toute première édition de la Coupe d'Irlande de football (en anglais Irish Cup) devenue par la suite la Coupe d'Irlande du Nord de football. Son premier nom est Irish Challenge Cup. Elle regroupe sept équipes. Alors que l'épreuve est ouverte à tous les clubs présent sur le sol irlandais, seules des équipes d'Ulster participent, six équipes de Belfast, Knock FC, Distillery FC, Cliftonville FC, Avoniel FC et Oldpark FC et deux équipes du Comté de Londonderry, Moyola Park FC et Alexandra FC.
La compétition s'organise par matchs éliminatoires joués sur le terrain du premier club tiré au sort. Si les deux équipes ne peuvent se départager au terme du temps réglementaire, un match d'appui est joué. C'est d'ailleurs ce qui se passe en demi-finale de cette première édition entre Knock FC et Cliftonville FC.

## Premier tour
Le tirage au sort des matchs a lieu le 10 janvier 1881. L'équipe d'Alexander FC est exemptée du premier tour par tirage au sort. Les matchs se déroulent le 5 février 1881.
| Club recevant             | Score | Club visiteur              | Date      |
| ------------------------- | ----- | -------------------------- | --------- |
| Knock FC                  | 11-0  | Distillery FC              | 5 février |
| Moyola Park Football Club | 2-0   | Avoniel FC                 | 5 février |
| Oldpark FC                | 0-2   | Cliftonville Football Club | 5 février |

## Demi-finales
Les trois vainqueurs du premier tour rejoignent Alexander FC. Les matchs se déroulent le 12 mars 1881.
| Club recevant              | Score | Club visiteur              | Date    |
| -------------------------- | ----- | -------------------------- | ------- |
| Moyola Park Football Club  | 3-0   | Alexander FC               | 12 mars |
| Cliftonville Football Club | 2-2   | Knock FC                   | 12 mars |
| Knock FC                   | 1-2   | Cliftonville Football Club | 26 mars |

## Finale
| Finale       | Moyola Park Football Club | 1-0   | Cliftonville Football Club | Cliftonville Cricket Ground |                     |
| 9 avril 1881 | William Morrow 75e        | (0-0) |                            | Spectateurs : 1 500         | Spectateurs : 1 500 |